# Тіріоро Віллі
Тіріоро Каморікі Віллі (англ. Tirioro Kamoriki Willie) — легкоатлет з Кірибаті, який спеціалізується в бігу на 100 м. 
Брав участь в Іграх Співдружності 2018 року, але не зміг подолати кваліфікацію — фінішував сьомим у своєму забігу. 2019 року став єдиним представником своєї країни, відібраним для участі в Чемпіонаті світу з легкої атлетики, що відбувся в Досі. Однак там Віллі не зміг вибороти медаль.